# Navă capitală
Istoria militară navală a fost dominată de "nave capitale", respectiv cele mai puternice unități de luptă existente la acel moment. De-a lungul istoriei, o dată cu evoluția tehnologiei, navele capitale au suferit multiple transformări, de la galerele romane la portavioanele nucleare din sec XX-XXI.

Nave capitale în antichitate - 2000 I.Hr - 471 D. Hr.

Nave capitale în Evul Mediu și Renaștere 471 D.Hr. - 1500 D.Hr
Nave capitale în perioada iluminismului - 1500 D.Hr - 1800 D.Hr.
Nave capitale în timpul revoluției industriale - 1800 D.Hr - 1910 D.Hr
Nave capitale în perioada celor două războaie mondiale - 1910 D.Hr. - 1945 D.Hr.
Nave capitale contemporane - 1945 D.Hr. - 2010 D.Hr.